# Pycreus polystachyos
Pycreus polystachyos är en halvgräsart som först beskrevs av Christen Friis Rottbøll, och fick sitt nu gällande namn av Ambroise Marie François Joseph Palisot de Beauvois. Pycreus polystachyos ingår i släktet Pycreus och familjen halvgräs. IUCN kategoriserar arten globalt som livskraftig.

## Underarter
Arten delas in i följande underarter:
- P. p. polystachyos
- P. p. riograndensis
- P. p. microdontus

## Bildgalleri

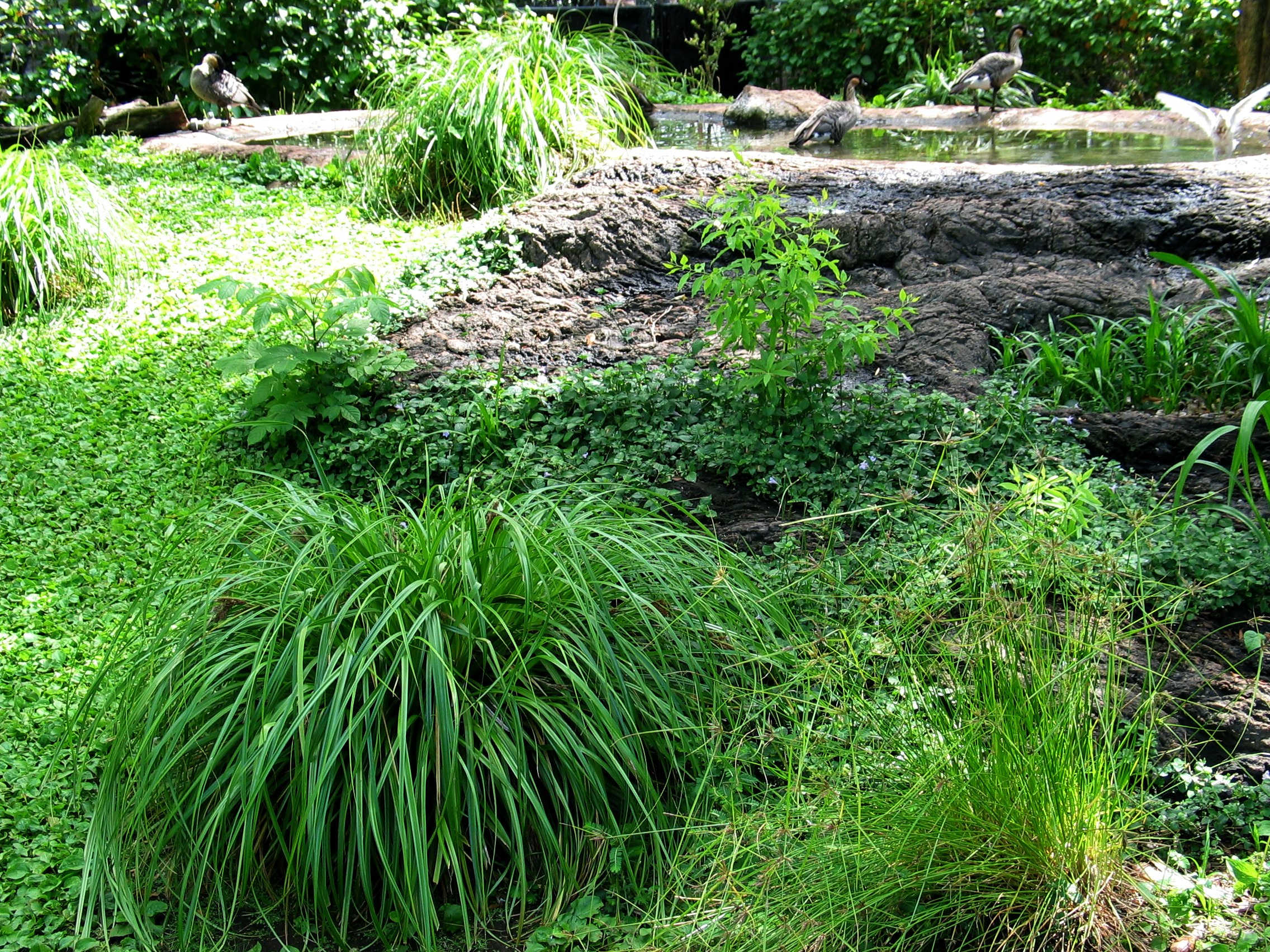
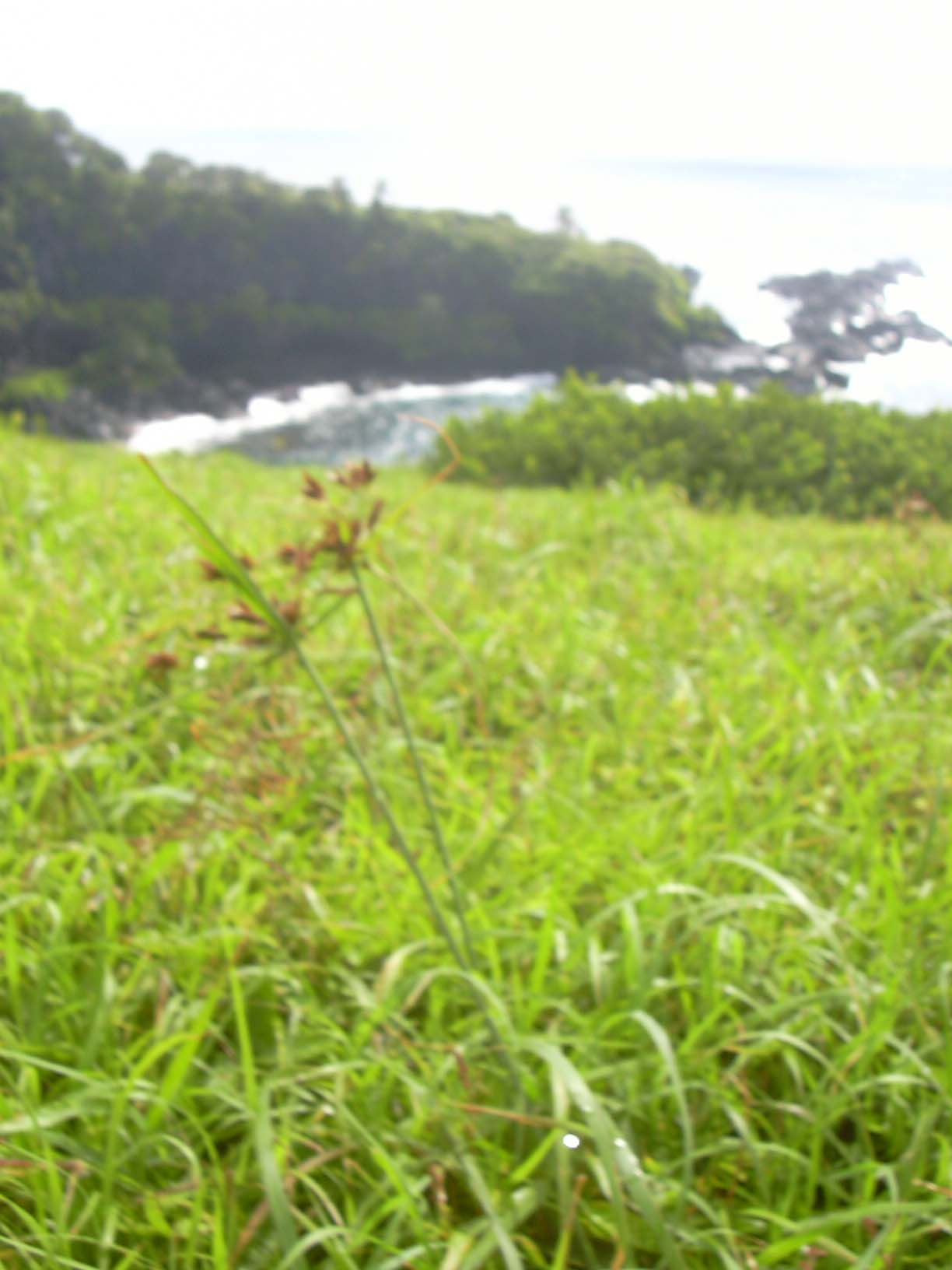
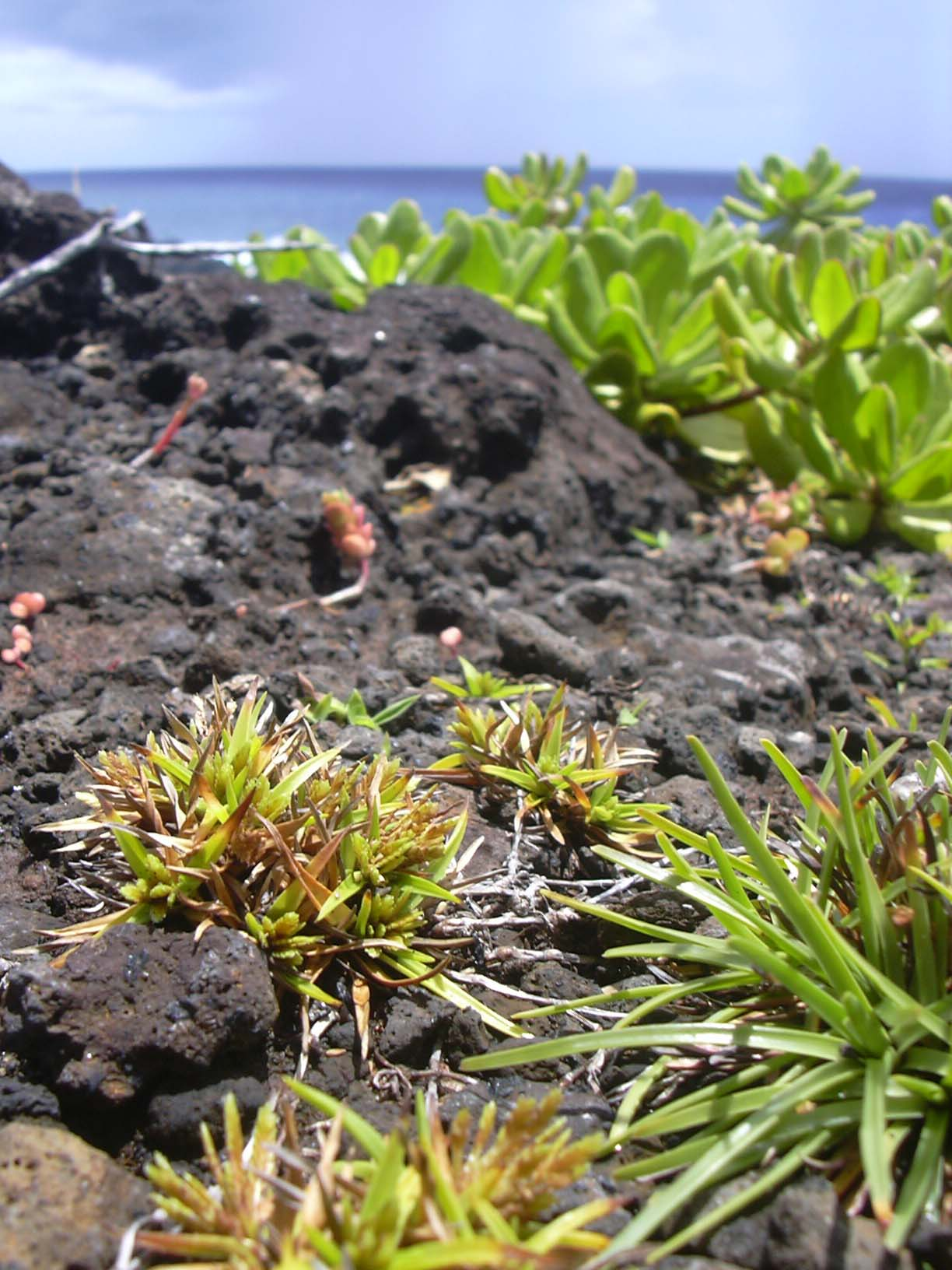
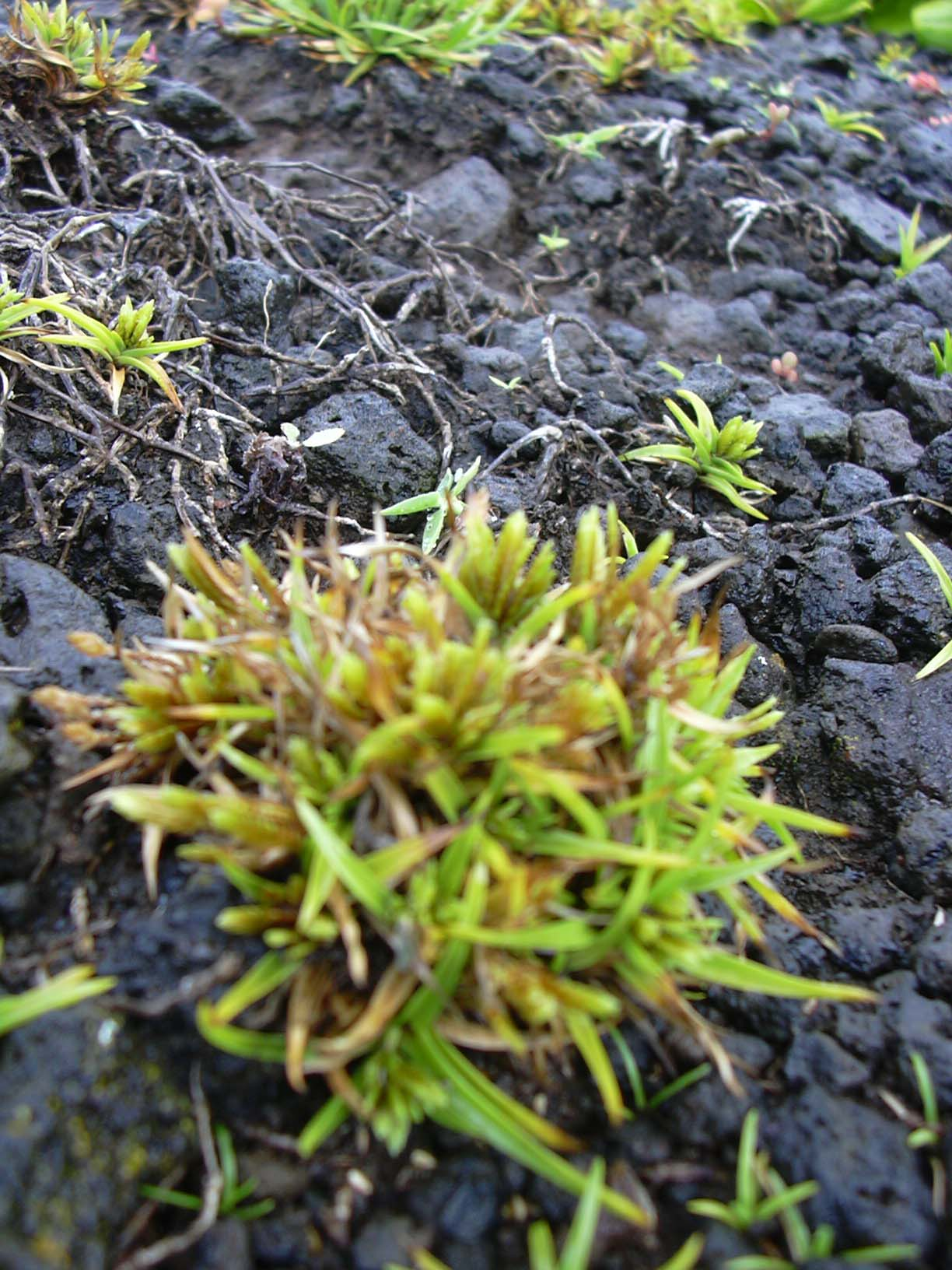